# Il paese delle piccole piogge
Il paese delle piccole piogge è un film per la televisione del 2012, diretto da Sergio Martino.

## Trama
Anna è costretta a fuggire in Kenya dalla Sicilia per questioni di mafia. Dopo una serie di drammatici accadimenti, entrerà in contatto con una missione nella savana africana, dove incontrerà l'affascinante medico Mandher.

## Produzione
Inizialmente ideato come una miniserie in due puntate, venne trasmesso in prima visione il 23 ottobre 2012 su Rai 1 come film TV. È stato presentato in anteprima all'Auditorium Parco della Musica in occasione del Roma Fiction Fest 2012.